# Simon Arnauld de Pomponne
Simon Arnauld de Pomponne (markiz de Pomponne w 1682) (ur. 11 listopada 1618 w Paryżu, zm. 26 września 1699 w Fontainebleau) – francuski polityk, (sekretarz spraw zagranicznych) od 1672 do 1679.